# سلوان بريفات
سلوان بريفات (بالفرنسية: Sloan Privat)‏ (مواليد 24 يوليو 1989 في كايين - فرنسا) لاعب كرة قدم فرنسي يلعب حاليا لصالح نادي الدرجة الأولى سوشو الفرنسي منذ 2005 في مركز المهاجم .

## روابط خارجية
- سلوان بريفات على موقع اتحاد تركيا (لاعب) (الإنجليزية)
- سلوان بريفات على موقع رابطة كرة القدم الفرنسية للمحترفين (الإنجليزية)
- سلوان بريفات على موقع قاعدة بيانات كرة القدم.إي يو (الإنجليزية)
- سلوان بريفات على موقع ليكيب (الفرنسية)
- سلوان بريفات على موقع ناشيونال فوتبول تيمز (الإنجليزية)
- سلوان بريفات على موقع Soccerbase.com (لاعب) (الإنجليزية)
- سلوان بريفات على موقع Soccerway.com (الإنجليزية)
- سلوان بريفات على موقع عالم كرة القدم.نت (الإنجليزية)
- سلوان بريفات على موقع كووورة